# Alessandro Fersen
Alessandro Fersen, nato Aleksander Kazimierz Fajrajzen (Łódź, 5 dicembre 1911 – Roma, 3 ottobre 2001), è stato un drammaturgo, attore e regista teatrale italiano.

## Biografia
Fersen nacque a Łódź, nell'allora Polonia sotto dominazione russa, nel 1911 in una famiglia ebraica ashkenazita, ma crebbe in Italia, a Genova, dove vi si era stabilito coi genitori all'età di due anni. Allievo di Giuseppe Rensi, nel 1934 si laureò in filosofia all'Università degli Studi di Genova con una tesi pubblicata poi col titolo L'Universo come giuoco.
A causa delle leggi razziali del 1938 fu costretto a trasferirsi in Francia, a Parigi, dove frequentò il Collège de France, e, successivamente, nell'Europa orientale. Ritornato in Italia, partecipò alla Resistenza in Liguria nel 1943, militando nelle formazioni partigiane legate al Partito Socialista Italiano, prima di riparare in Svizzera, dove conobbe Emanuele Luzzati, Aldo Trionfo, Guido Lopez e Giorgio Colli, con i quali portò in scena Salomone e la regina di Saba a Losanna (1944), a Genova e Milano (1945).
Rientrato stabilmente in Italia alla fine della seconda guerra mondiale, dopo un periodo in cui si dedicò all'attività politica (segreteria del CLN per Genova e la Liguria) e al giornalismo (collaboratore de Il Lavoro e del Corriere del Popolo), nel 1947, con Emanuele Luzzati e Vittore Veneziani fondò la Compagnia del Teatro Ebraico e portò in scena Lea Lebowitz, un testo che egli stesso aveva tratto da una leggenda chassidica. La ricerca sul teatro ebraico proseguì con Golem (1969), ispirato al folklore yiddish, e con Leviathan (1974), basato sulle tecniche del mnemodramma. Nel 1950, con Walter Cantatore ed Emanuele Luzzati, aprì a Roma, in via Veneto, il cabaret teatrale I nottambuli, ma il ritiro della licenza degli alcolici portò l’iniziativa al fallimento.
Il 14 settembre 1954, presso il Teatro Alfieri di Torino, debuttò Crazy Show, rivista da camera scritta da Alessandro Fersen, Guido Stagnaro e Federico Caldura, con Federico Caldura scenografo, costumi di Emanuele Luzzati, musiche di Luciano Berio, coreografie di Marise Flash e Sandra Mondaini sul palcoscenico. Secondo Paola Bertolone Crazy Show «può a pieno titolo rientrare nella tipologia dell’Assurdo, sia per l’impianto ludico dello spettacolo, sia per la vocazione al rovesciamento del banale quotidiano, destinato a far emergere il vacuum».
Dal 1952 al 1960 lavorò per il Teatro Stabile di Genova (inizialmente Piccolo Teatro della Città di Genova), dirigendo importanti attori come Enrico Maria Salerno, Tino Buazzelli e Valeria Valeri. Curò le regie di testi, tra gli altri, di Shakespeare, Pirandello, Molière, Anouilh, Lope de Vega. Alla fine degli anni cinquanta si occupò, per la televisione, di commedia dell’arte con un ciclo di tre spettacoli da lui scritti e diretti: Le fatiche di Arlecchino (1957), Pierrot alla conquista della luna (1957), Sganarello e la figlia del re (1960). I relativi testi furono pubblicati postumi nel 2009.
Nel 1957 iniziò l'attività di insegnante di recitazione a Roma con la scuola per attori Studio di Arti sceniche, improntata sul metodo Stanislavskij (tra i suoi allievi anche la cantante Nada). Nel 1958, durante la tournée sudamericana del Teatro Stabile di Genova, conobbe a Rio de Janeiro l’antropologo José de Carneiro, tramite il quale entrò in contatto con una comunità afrobrasiliana che praticava i riti candomblé; in conseguenza di questi incontri elaborò il concetto di mnemodramma.
Nel 1962, il mnemodramma fu presentato alla Université du Théâtre des Nations di Parigi. L'elemento fondamentale, la base del mnemodramma è una ricerca interdisciplinare, che privilegia soprattutto l'antropologia. Antropologia come ricerca della forma primordiale di teatro, della ritualità. Nel rito ci si immedesima nel dio, si diventa altro da sé: si effettua un'operazione che è, già di per sé, teatrale.»
(Alessandro Fersen, Psicodramma e mnemodramma)
Nel frattempo, nel periodo 1962-1974, preparò spettacoli che furono presentati al Teatro Stabile di Roma, al Festival dei Due Mondi di Spoleto ed al Maggio Musicale Fiorentino, finché nelle stagioni 1975-1978 gli venne conferito l'incarico di direttore artistico del Teatro Stabile di Bolzano.
Fu attivo anche in campo lirico, in particolare Il Dibuk, musica di Lodovico Rocca su libretto di Renato Simoni, tratto dal dramma Tra due mondi: Il dibbuk di Semën An-skij, uno dei grandi classici della letteratura yiddish. Lo presentò in due versioni: nel 1962 (direttore Bruno Bartoletti, scenografia di Nicola Benois) e nel 1982 (direttore Bruno Martinotti, scenografia di Emanuele Luzzati). Fu inoltre attivo come attore cinematografico e autore di saggi critici e teorici, volti a un teatro interdisciplinare, sulla rivista Sipario e nel libro Il teatro, dopo (Laterza, 1980).

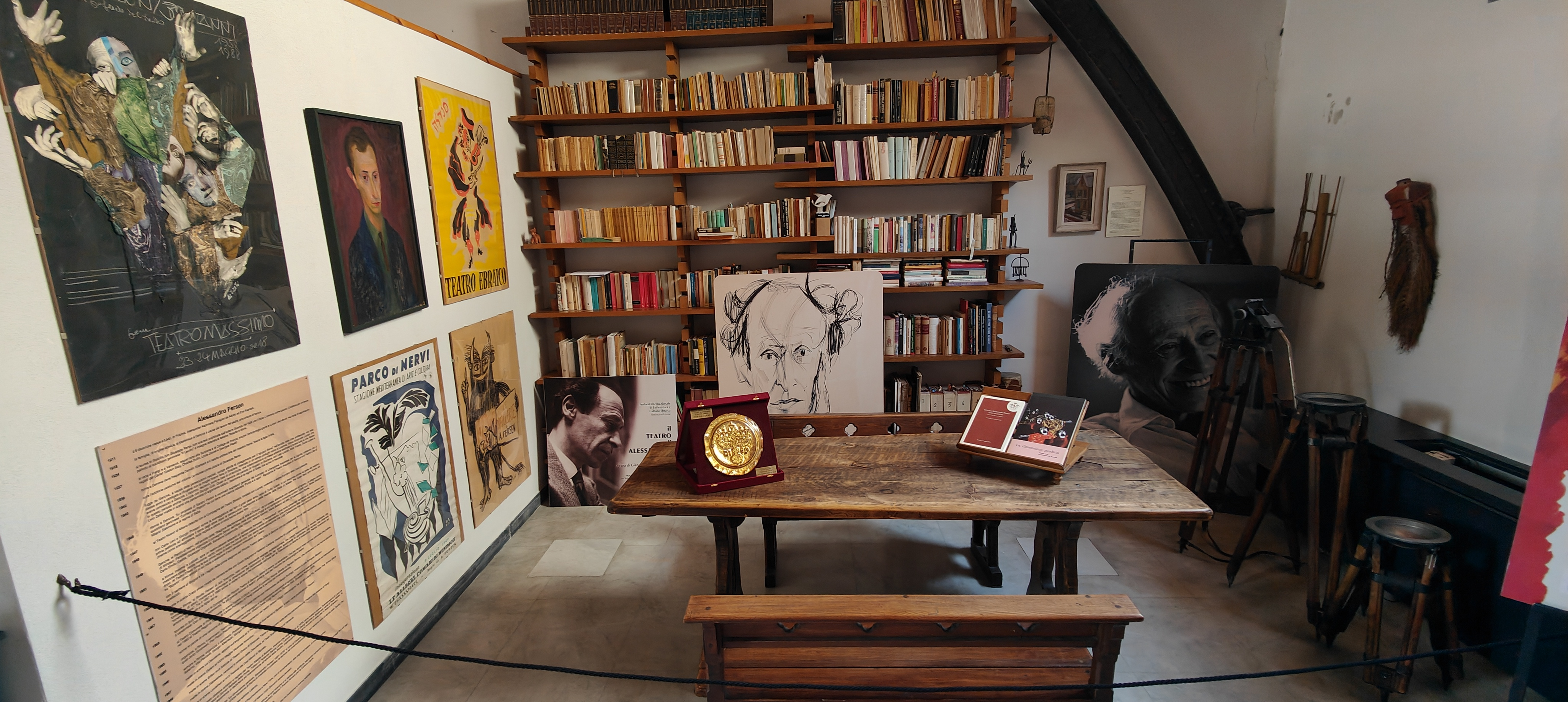
Oggetti e biblioteca di Alessandro Fersen a Genova

Nel 2005, su iniziativa della figlia Ariela Fajrajzen, viene costituita la Fondazione Alessandro Fersen con lo scopo «di curare la divulgazione, lo studio e l’approfondimento delle opere, del pensiero e della ricerca di Alessandro Fersen, attraverso la pubblicazione di testi e l’organizzazione di eventi».
La biblioteca personale di Fersen è stata riunita nel Fondo Fersen, riconosciuto come Archivio Storico dal Ministero per i Beni e le Attività Culturali, e donato dalla figlia Ariela al Museo Biblioteca dell’Attore di Genova.
Il 27-28 ottobre 2011, in occasione delle celebrazioni per il centenario della nascita di Alessandro Fersen, presso la Biblioteca Vallicelliana di Roma è stato organizzato il convegno Fersen. Itinerario ininterrotto di un protagonista del Novecento. Gli atti del convegno sono stati pubblicati nel 2012. A latere del convegno veniva organizzata una mostra nella quale erano esposti documenti inediti attinti dal Fondo Fersen.

## Filmografia

### Attore
- Un colpo di pistola, regia di Renato Castellani (1942)
- Le mura di Malapaga, regia di René Clément (1949)
- Il grido della terra, regia di Duilio Coletti (1949)
- Il sentiero dell'odio, regia di Sergio Grieco (1950)
- Lorenzaccio, regia di Raffaello Pacini (1951)
- Puccini, regia di Carmine Gallone (1953)
- Fermi tutti... arrivo io!, regia di Sergio Grieco (1953)
- Perdonami!, regia di Mario Costa (1953)
- Africa sotto i mari, regia di Giovanni Roccardi (1953)
- Il viale della speranza, regia di Dino Risi (1953)
- Gelosia, regia di Pietro Germi (1953)
- Il terrore dell'Andalusia, regia di Ladislao Vajda (1953)
- Musoduro, regia di Giuseppe Bennati (1953)
- Viva la rivista!, regia di Enzo Trapani (1953)
- Delirio, regia di Pierre Billon e Giorgio Capitani (1954)
- Teodora, imperatrice di Bisanzio, regia di Riccardo Freda (1954)
- Ulisse, regia di Mario Camerini (1954)
- Le due orfanelle, regia di Giacomo Gentilomo (1954)
- I cavalieri della regina, regia di Mauro Bolognini e Joseph Lerner (1954)
- Terroristi a Madrid, regia di Margarita Alexandre e Rafael María Torrecilla (1955)
- Le amiche, regia di Michelangelo Antonioni (1955)
- Disperato addio, regia di Lionello De Felice (1955)
- La capinera del mulino, regia di Angio Zane (1956)
- Giovanni Senzapensieri, regia di Marco Colli (1986)

### Sceneggiatore
- Il grido della terra, regia di Duilio Coletti (1949)
- Gli orizzonti del sole, regia di Giovanni Paolucci (1955) - solo soggetto
- Fiesta brava, regia di Vittorio Cottafavi e Domingo Viladomat (1956)

## Regista

### Televisione
- Le fatiche di Arlecchino, di Alessandro Fersen, trasmessa il 12 febbraio 1957.
- Pierrot alla conquista della luna, di Alessandro Fersen, 26 marzo 1957.
- Sganarello e la figlia del re, da Molière, 22 giugno 1960.
- Serata di gala. Rassegna di canzoni, 12 febbraio 1964.

### Radio
- Le ultime maschere, di Arthur Schnitzler, trasmessa il 7 marzo 1958.
- Il capanno degli attrezzi, di Graham Greene, 23 aprile 1958.
- I vecchi e il cavaliere bizzarro, di Michel de Ghelderode, 13 marzo 1959.
- Intorno a un vecchio gelso, di Angus Wilson, 1 aprile 1959.
- La madre, di Karel Čapek, 15 luglio 1959.
- Le donne a parlamento, di Franco Venturini, 13 agosto 1959.
- La visita, di Renzo Rosso, 23 ottobre 1959.
- Tutti contro tutti, di Arthur Adamov, 9 dicembre 1959.
- Un istante prima, di Enrico Bassano, 10 dicembre 1959.
- Pugačëv, di Sergej Esenin, 5 ottobre 1960.
- Il matrimonio del signor Mississippi, di Friedrich Dürrenmatt, 7 giugno 1961.
- La favola di Natale, di Ugo Betti, 27 dicembre 1962.
- La tempesta, di William Shakespeare, 23 giugno 1964.
- Il signor Vernet, di Jules Renard, 16 febbraio 1965.
- Pioggia, stato d’animo, di Alessandro Fersen, 31 ottobre 1966.
- I vegliardi, di Michel de Ghelderode, 18 novembre 1966.
- Golem, di Alessandro Fersen, 17 giugno 1970.
- Le diavolerie, di Alessandro Fersen, 31 luglio 1972.

### Teatro
- Salomone e la regina di Saba, di Alessandro Fersen, Losanna 1944; Teatro Augustus di Genova, 1945
- Lea Lebowitz, di Alessandro Fersen, Milano, Teatro Nuovo, 10 maggio 1947.
- Le allegre comari di Windsor, di William Shakespeare, Nervi, Parco di Villa Serra, 9 luglio 1949.
- Il barbiere di Siviglia, di Pierre-Augustin Caron de Beaumarchais, Piccolo Teatro di Genova, 8 maggio 1952.
- Giorno di visite, di Primo Luigi Soldo, Venezia, Teatro La Fenice, 31 maggio 1952.
- I veleni non fanno male, di Carlo Marcello Rietmann, Piccolo Teatro di Genova, 9 gennaio 1953.
- Il malato immaginario, di Molière, Piccolo Teatro di Genova, 28 febbraio 1953.
- Colombe di Jean Anouilh, Piccolo Teatro di Genova, 11 febbraio 1954.
- L'avaro, di Molière, Roma, Teatro delle Arti, 10 marzo 1954.
- Crazy Show, rivista da camera di Alessandro Fersen, Guido Stagnaro e Federico Caldura, Torino, Teatro Alfieri, 14 settembre 1954.
- Così è (se vi pare), di Luigi Pirandello, Torino, Teatro Gobetti, 23 ottobre 1954.
- L’amo di Fenisa, di Lope de Vega, Torino, Teatro Gobetti, 17 dicembre 1954.
- Volpone, di Ben Jonson, Genova, Teatro Duse, 5 marzo 1955.
- Liolà, di Luigi Pirandello, Genova, Teatro Duse, 30 ottobre 1956.
- Il diavolo Peter, di Salvato Cappelli, Genova, Teatro Duse, 5 gennaio 1957.
- Come prima, meglio di prima, di Luigi Pirandello, Roma, Teatro delle Arti, 1 marzo 1957.
- La locandiera, di Carlo Goldoni, Rio de Janeiro, 9 luglio 1958.
- Un tale chiamato Giuda, di Claude-André Puget e Pierre Bost, Genova, Teatro Duse, 18 febbraio 1958.
- Il congedo, di Renato Simoni, Genova, Teatro Duse, 3 febbraio 1959.
- Un istante prima, di Enrico Bassano, Genova, Teatro Duse, 3 marzo 1959.
- Sganarello e la figlia del re, di Alessandro Fersen, Teatro Ateneo e Teatro delle Arti, Roma, 21 dicembre 1959; Zurigo, Schauspielhaus, 1960
- Il matrimonio del signor Mississippi, di Friedrich Dürrenmatt, Napoli, Teatro Mercadante, 31 gennaio 1961.
- Il terzo amante, di Gino Rocca, Genova, Teatro Duse, 18 dicembre 1960.
- L’ora vuota, di Salvato Cappelli, Roma, Teatro Valle, 20 aprile 1963.
- Rose rosse per me, di Sean O'Casey, Roma, Teatro Valle, 6 dicembre 1966.
- Le Diavolerie. Appunti sull’angoscia, di Alessandro Fersen, Spoleto, Festival dei Due Mondi, 10 luglio 1967; Djabeltswa (in polacco), Varsavia, Teatr Dramatyczny, 1973
- Golem, di Alessandro Fersen, Firenze, Teatro La Pergola, 11 giugno 1969.
- Edipo re, di Sofocle, Teatro Greco di Siracusa, 3 giugno 1972.
- Leviathan, di Alessandro Fersen, Spoleto, Festival dei Due Mondi, 29 giugno 1974; Festival di Gerusalemme, 1975
- Fuenteovejuna, di Lope de Vega, Teatro Stabile di Bolzano, 17 dicembre 1975.
- La Fantesca, di Giovanni Battista Della Porta, Teatro Stabile di Bolzano, 24 novembre 1976.
- Trittico (L'amore di don Perlimplino, La donzella, il marinaio e lo studente, La calzolaia ammirevole), di Federico García Lorca, Teatro Stabile di Bolzano, 14 aprile 1977.
- Leonce e Lena, di Georg Büchner, Milano, Salone Pier Lombardo, 6 dicembre 1977.
- Spudorata verità, di Peter Müller, Teatro Stabile di Bolzano, 6 dicembre 1978.

### Opera lirica
- Job, di Luigi Dallapiccola, Roma, Teatro Eliseo, 30 ottobre 1950.
- Il figliuol prodigo e Venere prigioniera, di Gian Francesco Malipiero, Firenze, Teatro della Pergola, 14 maggio 1957.
- Il Dibuk, musica di Lodovico Rocca, Firenze, Teatro Comunale, 21 gennaio 1962.
- Antigone, di Tommaso Traetta, Firenze, Teatro Comunale, 12 maggio 1962.
- La voce umana, musica di Francis Poulenc, libretto di Jean Cocteau, Firenze, Teatro Comunale, 25 gennaio 1969.
- Il prigioniero, musica di Luigi Dallapiccola, Firenze, Teatro Comunale, 25 gennaio 1969.
- Sette canzoni, di Gian Francesco Malipiero, Edimburgo, King's Theatre, 29 agosto 1969.
- Il Dibuk, musica di Lodovico Rocca, Teatro Regio di Torino, 14 aprile 1982. (nuovo allestimento)

## Discografia
- 1963 – Se le cose stanno così, interpretata da Sergio Endrigo (RCA Italiana – PM45 3182)
- 1963 – Quando sorridi così, interpretata da Neil Sedaka (RCA Victor – 45N 1366)

## Opere

### Teatro
- Salomone e la regina di Saba, 1944
- Lea Lebowitz, 1947
- Crazy show, Roma, Tipografia Bella, 1954, con Guido Stagnaro e Federico Caldura
- Pioggia, stato d'animo, Sipario n. 223, novembre 1964, pp. 56–63
- Le diavolerie. Appunti sull'angoscia, Sipario n. 255, luglio 1967, pp. 53–63
- Golem, 1969
- Leviathan, 1974
- Le fatiche di Arlecchino, Pierrot alla conquista della luna, Sganarello e la figlia del re, in Roberto Cuppone, Alessandro Fersen e la Commedia dell'Arte, Roma, Aracne, 2009

### Saggistica
- Alessandro Fersen, L'Universo come giuoco, Modena, Guanda, 1936
- Alessandro Fersen, Il teatro, dopo, Bari, Laterza, Collana Saggi tascabili Laterza n. 74, 1980
- Alessandro Fersen, Il teatro, dopo, a cura di Maricla Boggio e Luigi M. Lombardi Satriani, Roma, Bulzoni, 2011
- Alessandro Fersen, L'Universo come giuoco, a cura di Clemente Tafuri e David Beronio, Genova-Recco, AkropolisLibri - Le Mani, 2012
- Alessandro Fersen, Arte e vita. Taccuini e diari inediti, a cura di Clemente Tafuri e David Beronio, Recco, Le Mani, 2012
- Alessandro Fersen, Critica del teatro puro, a cura di Clemente Tafuri e David Beronio, Genova, Le Mani, 2013
- Alessandro Fersen, L'incorporeo o della conoscenza, a cura di Clemente Tafuri e David Beronio, Genova, Il Melangolo, 2015